# Evan Jones
Evan Jones, född 	1 april 1976, är en amerikansk skådespelare med roller i bland annat filmen 8 Mile. Han tillbringade delar av sitt liv i South Carolina i USA. Han fick sin första roll i TV-filmen On the Line från 1998 i vilken även rapparen och skådespelaren Coolio deltog i. Han har även haft roller i Eminems 8 Mile, som Cheddar Bob, och som PFC Dave Fowler i filmen Jarhead. Han har även porträtterat basketcoachen Moe Iba i filmen Glory Road. Han är även en av huvudpersonerna i ABC-serien October Road. Han är även Henry Schow i filmen Mirrors 2.